# DIN-rail

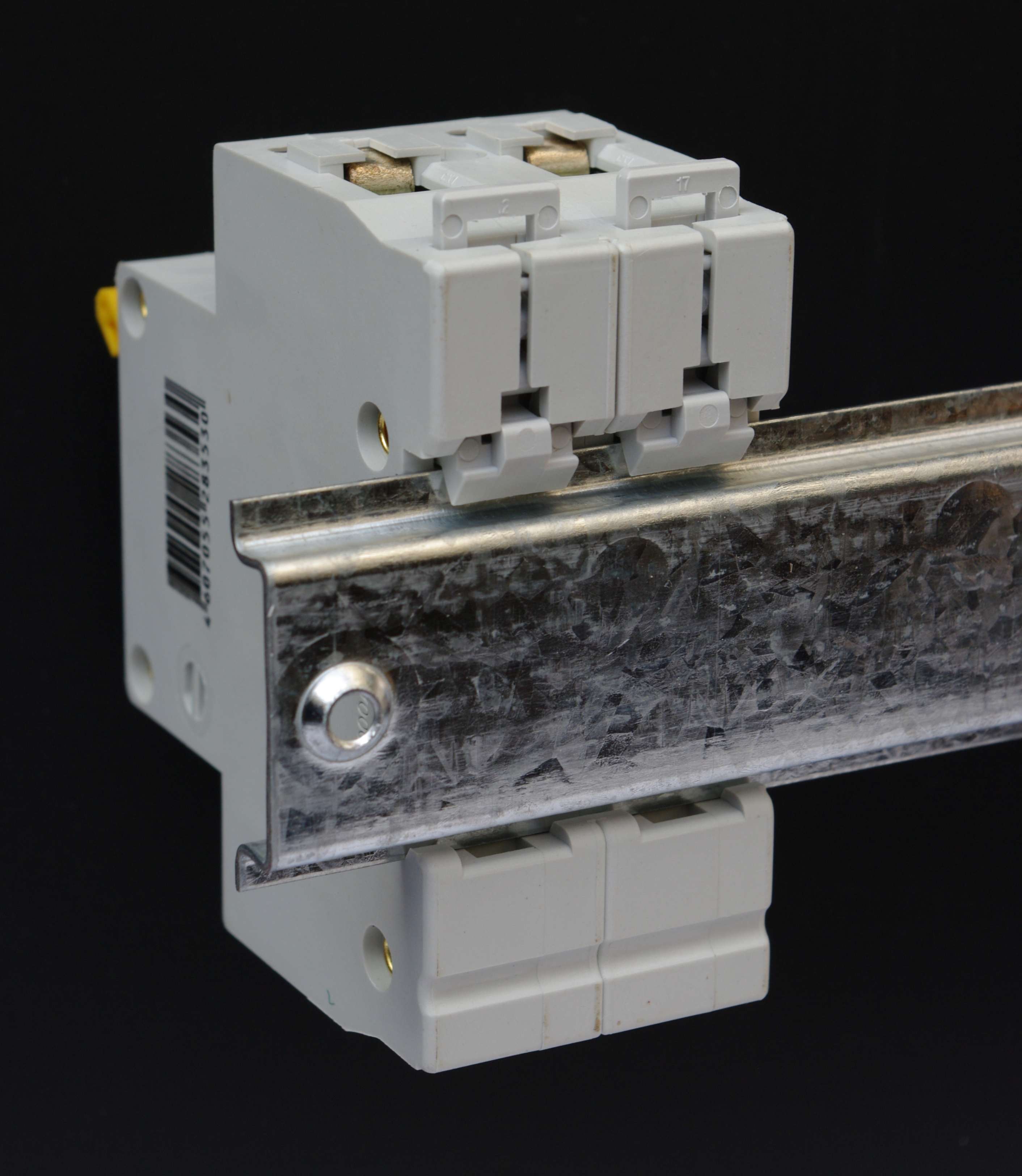
35 mm DIN-rail voorzien van een installatieautomaat (vanaf achterzijde)

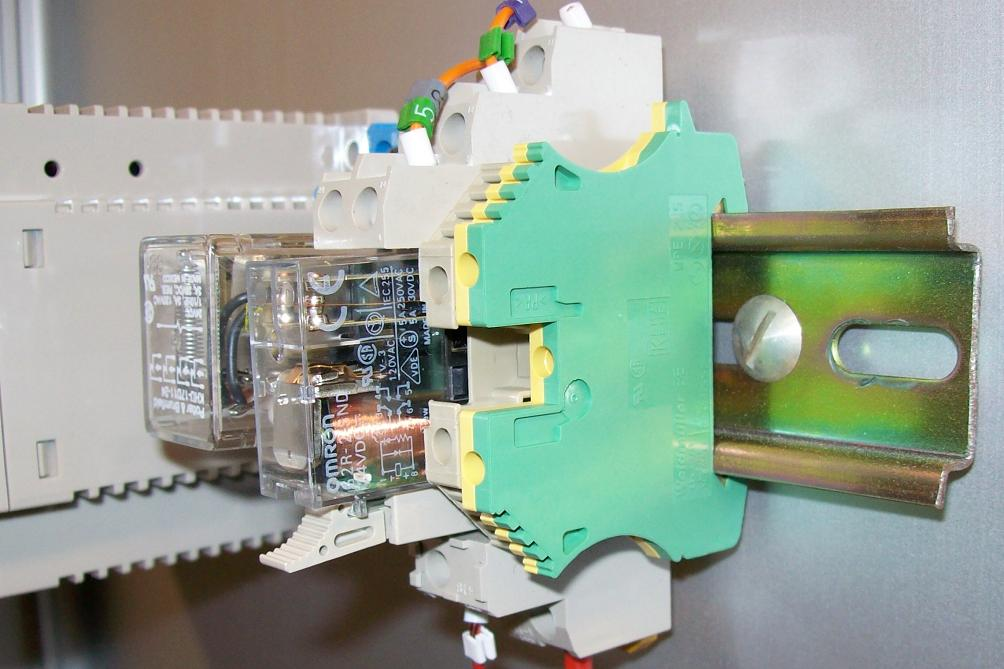
Een 35 mm DIN-rail met diverse elektrocomponenten

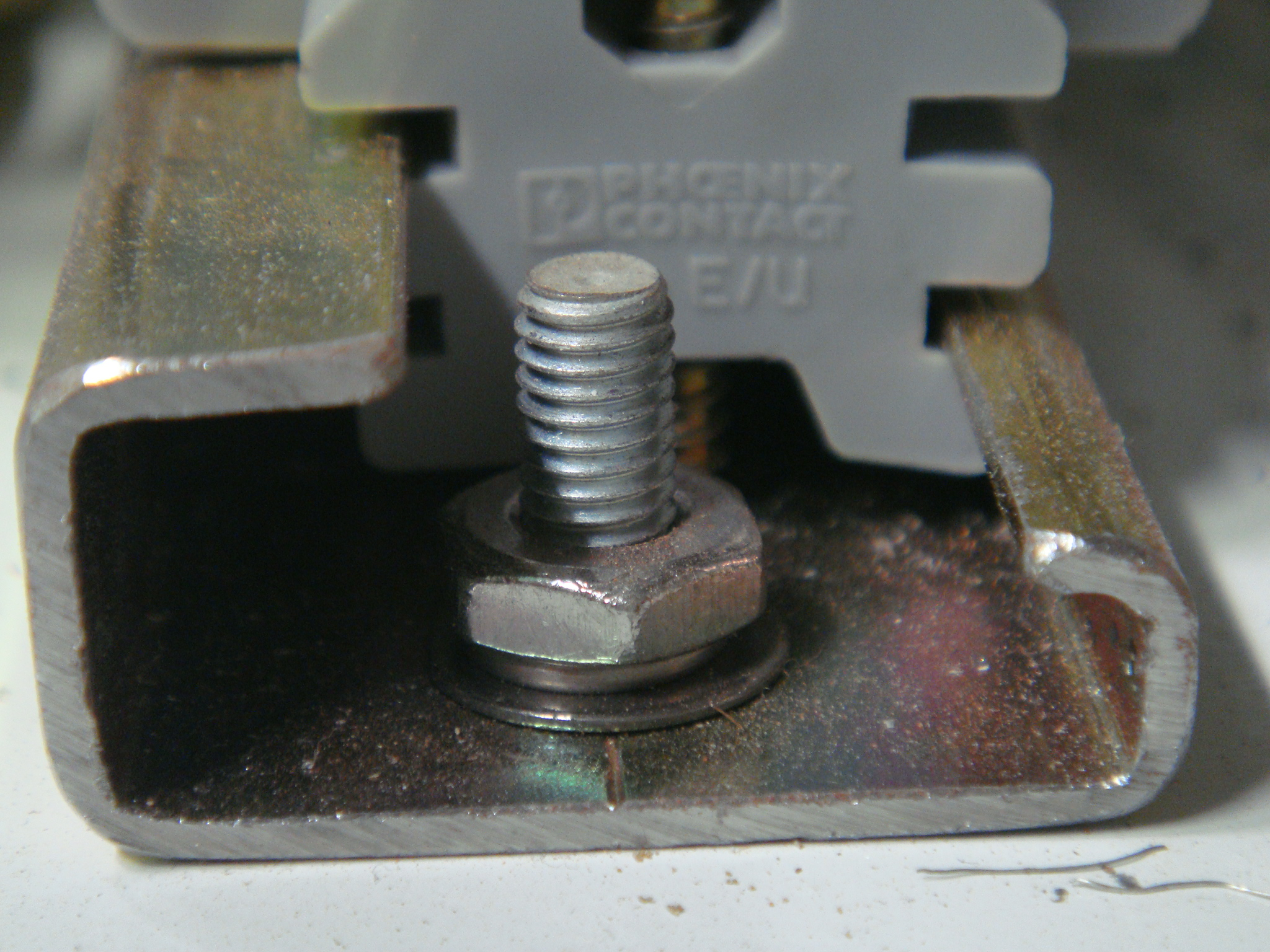
Zijaanzicht van een DIN-rail type G in montage

Een DIN-rail is een gestandaardiseerd type metalen rail die gebruikt kan worden voor het bevestigen van automatische zekeringen, draadklemmen en diverse industriële schakelapparatuur tegen de achterwand van een installatiekast. De benaming DIN-rail kan betrekking hebben op meerdere gelijkaardige standaards.

## Type O- / Omega (Ω)-profiel
Dit type rail is oorspronkelijk gestandaardiseerd door het Deutsches Institut für Normung (DIN), de Duitse nationale standaardenorganisatie. De DIN-rail ontleent hieraan zijn naam. Het meest voorkomende type is 35 mm breed.

## C-profiel
Deze rails zijn iets compacter dan de Omega-profielen, maar zijn ook symmetrisch (binnen de gegeven toleranties). Er zijn vier voorkomende soorten C-profielen: C20, C30, C40 en C50. Het nummer in de aanduiding geeft de totale breedte van de rail aan.

## G-profiel
G-profiel rail is de enige niet-symmetrische rail (zoals vastgelegd in EN 50035, BS 5825, DIN 46277-1).

## Overige
Omega-profielen zijn behalve in de standaardmaat 35 × 7,5 mm (EN 50022, BS 5584, DIN 46277-3) ook genormeerd in de volgende maten:
- Miniatuur, 15 × 5,5 mm (EN 50045, BS 6273, DIN 46277-2)
- Extra breed, 75 × 7,5 mm (EN 50023, BS 5585)
- Extra hoog en dikker materiaal, 35 × 15 mm